# Рыбцы (Черниговская область)
Рыбцы (укр. Рибці) — село в Прилукском районе Черниговской области Украины. Население — 214 человек. Занимает площадь 0,863 км².
Код КОАТУУ: 7424184303. Почтовый индекс: 17552. Телефонный код: +380 4637.

## География
Расстояние до районного центра:Прилуки : (23 км.), до областного центра:Чернигов (142 км.), до столицы:Киев (157 км.). Ближайшие населенные пункты: Лыски 1 км, Леляки и Красляны 2 км, Дегтяри 3 км.

## Власть
Орган местного самоуправления — Краслянский сельский совет. Почтовый адрес: 17552, Черниговская обл., Прилукский р-н, с. Красляны, ул. Свято-Николаевская, 77.

## Известные люди
В селе родился Герой Советского Союза Николай Литовченко.